# Jean Empain
Jean Louis Lain Empain (Brussel, 25 november 1902 – Parijs, 7 februari 1946) was een Belgisch bankier en ondernemer.

## Levensloop
Jean Empain (baron vanaf 1923) was de oudste zoon van Édouard Empain en Jeanne Becker. Zijn ouders trouwden pas toen hij al volwassen was.
Als jongeman stortte Jean zich in het societyleven en studeerde weinig. Hij werd bekend als 'noceur' en 'partouzard', die de vrouwen in snel tempo aantrok en verliet, ook nadat hij getrouwd was. Een van zijn kortstondige veroveringen was Joséphine Baker.
Hij trouwde in 1923 met Christiane Rimoz de la Rochette (1905-1979) met wie hij twee dochters kreeg. Hij ging met haar in Sint-Pieters-Woluwe wonen, op het uitgebreide domein van zijn vader. Ze scheidden in 1931. Hij had een relatie met Mathilde Hofman en beloofde haar te trouwen als ze hem een zoon zou schenken. Het werd een dochter, Nicole, die hij erkende, maar zonder met de moeder te trouwen. Op 4 november 1937 trouwde hij in Boedapest met de Amerikaanse cabaretdanseres Rozell Rowland, bijgenaamd 'Goldie' (1917-2006), twee dagen nadat ze hun zoon, Edouard-Jean Empain, ter wereld had gebracht.

## Aan de leiding
Na de dood van zijn vader in 1929 kwam Jean Empain aan het hoofd van de Groep Empain, met de aarzelende steun van zijn broer Louis-Jean Empain (1908-1976). Hun eerste zorg was om hun oom, Louis Empain (1862-1935), uit te rangeren.
Begin 1932 bevond hij zich in Caïro om er de werken in Heliopolis te inspecteren. Hij trad op als gids voor prins Leopold en prinses Astrid die Caïro bezochten bij het begin van hun reis naar het Verre Oosten.
In Brussel, waar zijn moeder het domein in Sint-Pieters-Woluwe bleef bewonen, nam hij als Brusselse pied-à-terre het grote appartement boven de bank in de Congresstraat. Zijn voorliefde ging, zoals die van zijn broer, uit naar art deco, met als gevolg dat hij een appartement in het gebouw volledig in die stijl liet herinrichten. Hij interesseerde zich echter vooral voor de Franse ondernemingen binnen de groep en woonde daarom meestal in de Parijse residentie, rue de Lisbonne 50, en in het door zijn vader verbouwde kasteel in Bouffémont.
Tijdens het interbellum gaf hij verdere impulsen aan de familiale onderneming.

## Oorlog en gevolgen
Tijdens de oorlog was hij niet wars van een zekere collaboratie met de Duitsers, vooral niet waar het ging om het bekomen van toelatingen en voordelen. Zijn ondernemingen kregen weliswaar de opdracht minimale contacten te onderhouden met de Duitsers, maar zelf profiteerde hij van zijn relaties met Duitse hoge officieren, om verder van het vrolijke leven te genieten. Na de oorlog verklaarde zijn verdediger voor de Franse Interprofessionele Zuiveringscommissie dat hij niet economisch had gecollaboreerd maar gewoon met de Duitsers was blijven fuiven, zoals hij het voordien met anderen had gedaan.
In 1943 besefte hij dat het tij keerde (een van zijn vrienden was door de Résistance vermoord) en vertrok naar Spanje. Tijdens zijn verblijf in Madrid en Barcelona werd hij ziek en werd keelkanker vastgesteld. Hij kwam in 1945 heimelijk naar Frankrijk terug en overleed in Parijs. Hij werd eerst in Bouffémont en later in Heliopolis begraven, naast zijn vader.
De Groep Empain werd verder geleid door Édouard-François Empain, zoon van Louis Empain en vervolgens door de zoon van Jean en stiefzoon van Edouard-François, Édouard-Jean Empain.